# Пить-Яхський міський округ
Пить-Яхський міський округ (рос. Пыть-Яхский городской округ) — адміністративна одиниця Ханти-Мансійського автономного округу Російської Федерації.
Адміністративний центр та єдиний населений пункт — місто Пить-Ях.

## Населення
Населення міського округу становить 40294 особи (2018; 41488 у 2010, 41813 у 2002).